# Martha Carey Thomas

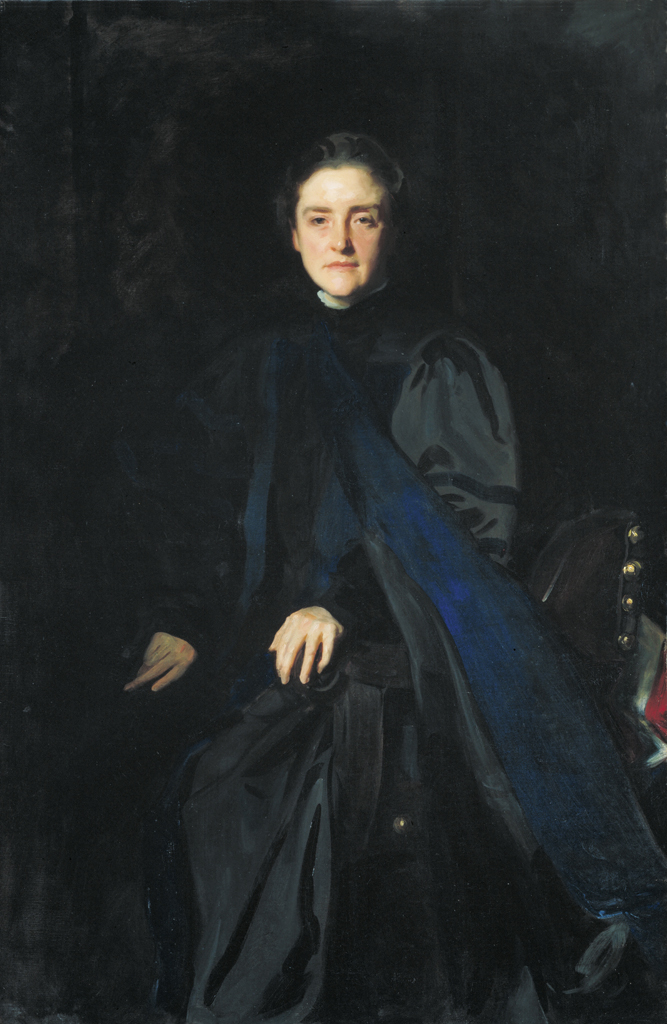
Portrait of Miss M.Carey Thomas, zweite Präsidentin des Bryn Mawr College

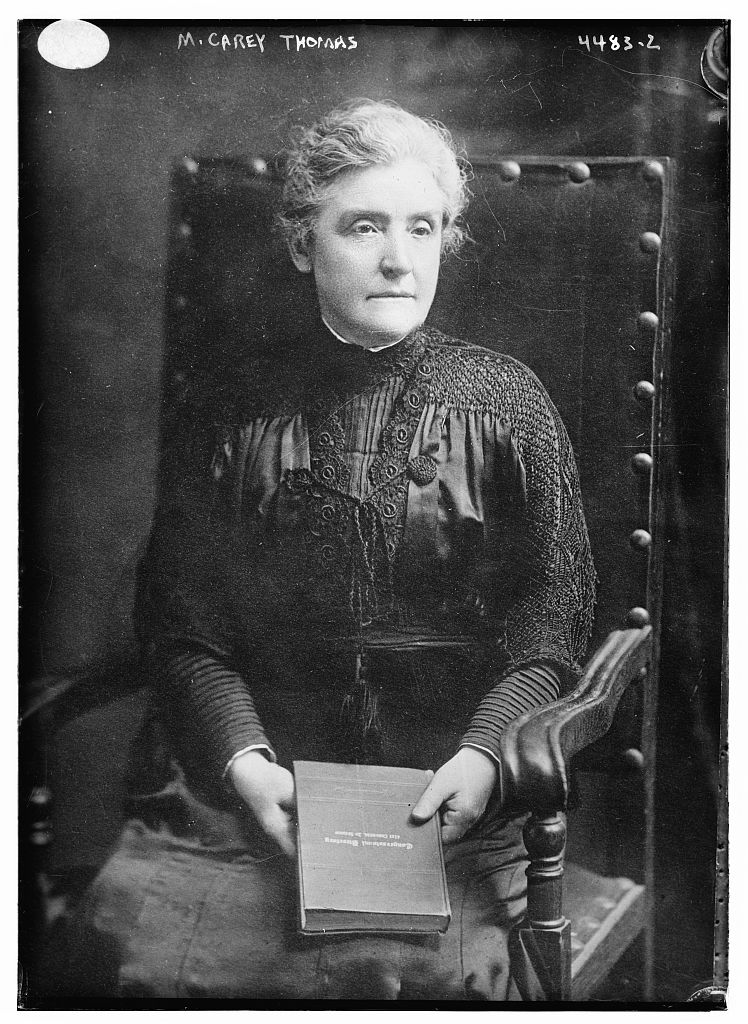
Martha Carey Thomas 1918

 Martha Carey Thomas  (* 2. Januar 1857 in Baltimore, Maryland; † 2. Dezember 1935 in Philadelphia, Pennsylvania) war eine US-amerikanische Pädagogin, Suffragistin und Linguistin. Sie war die zweite Präsidentin des Bryn Mawr College in Bryn Mawr, Pennsylvania.

## Leben und Werk
Carey Thomas war die älteste Tochter des Arztes James Carey Thomas und Mary Whitall Thomas, einem Elternpaar in der Tradition der Quäker. Die Frauenrechtlerin Hannah Whitall Smith war die Schwester ihrer Mutter. Carey Thomas besuchte Quäkerschulen in ihrer Heimatstadt Baltimore und schrieb sich 1872 am Howland Institute ein, einem Quäker-Internat für Mädchen in der Nähe von Ithaca, New York. Sie setzte sich dann gegen die Einwände ihres Vaters durch und begann eine College-Ausbildung. Von 1875 bis 1877 studierte sie an der Cornell University und erhielt als Abschluss einen Bachelor of Arts. Sie lehnte die von der Universität angebotene Stelle als Professorin für Literatur und Dekanin am Sage College ab.  Stattdessen studierte sie von 1877 bis 1978 an der Johns Hopkins University, aber da sie als Frau nicht an allen Vorlesungen teilnehmen durfte, reiste sie mit Mamie Gwinn nach Europa. Mit Mary Mackall Gwinn, Mary Garrett, Julia Rebecca Rogers und ihrer Cousine Elizabeth (Bessie) Tabor King hatte sie einen philosophischen und literarischen Debattierclub „Friday Night“ gegründet, der sich alle zwei Wochen traf. Zumindest teilweise durch diese Diskussionen angeregt und von ihrer Mutter unterstützt, beschloss Thomas, einen fortgeschrittenen Abschluss an einer deutschen Universität anzustreben. Mit Mamie Gwinn als Reisebegleiterin und Mitbewohnerin schrieb sie sich in ein Studium der Philologie an der Universität Leipzig ein und studierte dort drei Jahre. Kurz vor ihrem Abschluss untersagte die Universität Leipzig Hochschulabschlüsse für Frauen, so dass sie an der Universität Zürich dann 1882 mit Auszeichnung in Linguistik promovierte. Sie war die erste Ausländerin und die erste Frau, die diesen Abschluss in Zürich erhielt. Anschließend verbrachte sie einige Zeit in Paris, wo sie an Gaston-Paris-Konferenzen an der Sorbonne teilnahm.

## Präsidentin am Bryn Mawr College
Carey Thomas kehrte 1883 in die USA zurück und wurde 1884 zur Professorin für Englisch und zur Dekanin des 1885 neu gegründeten Bryn Mawr College für Frauen ernannt. Sie war das erste weibliche Fakultätsmitglied des Landes, das den Titel einer Dekanin trug. Am Bryn Mawr College organisierte sie das Bachelor-Studienprogramm und startete das erste Graduiertenprogramm an einem Frauencollege. Im selben Jahr, in dem das Bryn Mawr College seine ersten Klassen einschrieb, gründete Carey Thomas in Zusammenarbeit mit anderen Mitgliedern der ehemaligen „Friday Night“ eine Mädchenvorbereitungsschule in Baltimore. Die Bryn Mawr School zeichnete sich durch hohe Standards aus und erforderte für den Abschluss den erfolgreichen Abschluss der Aufnahmeprüfungen des Bryn Mawr College. Kurz nach der Eröffnung der Bryn Mawr School unternahmen die Gründerinnen (mit Ausnahme von Julia Rogers) ein weitsichtiges neues Projekt, um die Bildungs- und Karrieremöglichkeiten für Frauen zu erweitern. Mit Hilfe eines von ihnen organisierten nationalen Systems von Frauenausschüssen sammelte diese Gruppe Mittel, um eine medizinische Fakultät an der Johns Hopkins University auszustatten. Mary Elizabeth Garrett hatte ein Vermögen von ihrem Vater geerbt, der Präsident der ersten großen amerikanischen Eisenbahn war und die Gruppe stützte sich stark auf die finanziellen und administrativen Beiträge von Mary Garrett. Als Bedingungen für das Geschenk forderte das Frauenkomitee, dass Frauen zu den gleichen Bedingungen wie Männer an die medizinische Fakultät aufgenommen werden sollten und dass für die Zulassung Hochschulabschlüsse erforderlich sein sollten. Die Gruppe richtete auch Stipendien für europäische Studenten ein, um am Bryn Mawr College zu studieren, das erste derartige Stipendien für Hochschulabsolventen in den Vereinigten Staaten. Im Jahr 1894 wurde Carey Thomas als Nachfolgerin des zurückgetretenen Präsidenten James Evans Rhoads als Präsidentin des Bryn Mawr College ausgewählt. Unter ihrer Leitung wurden Schlafsäle, eine Bibliothek und verschiedene Nebengebäude in einem Collegiate Gothic Stil errichtet, der erstmals in diesem Land auf dem Bryn Mawr-Campus verwendet wurde. Thomas führte eine experimentelle Modellschule als Ergänzung zur Bildungsabteilung ein, gründete eine Graduiertenabteilung für Sozialforschung und half beim Aufbau einer Sommerschule für weibliche Industriearbeiter auf dem Bryn Mawr-Campus. Bevor sie Präsidentin des Kollegiums wurde, war Thomas maßgeblich an der Schaffung der Selbstverwaltung der Studenten beteiligt, und als Präsidentin förderte sie deren Wachstum und verteidigte ihre Vorrechte.

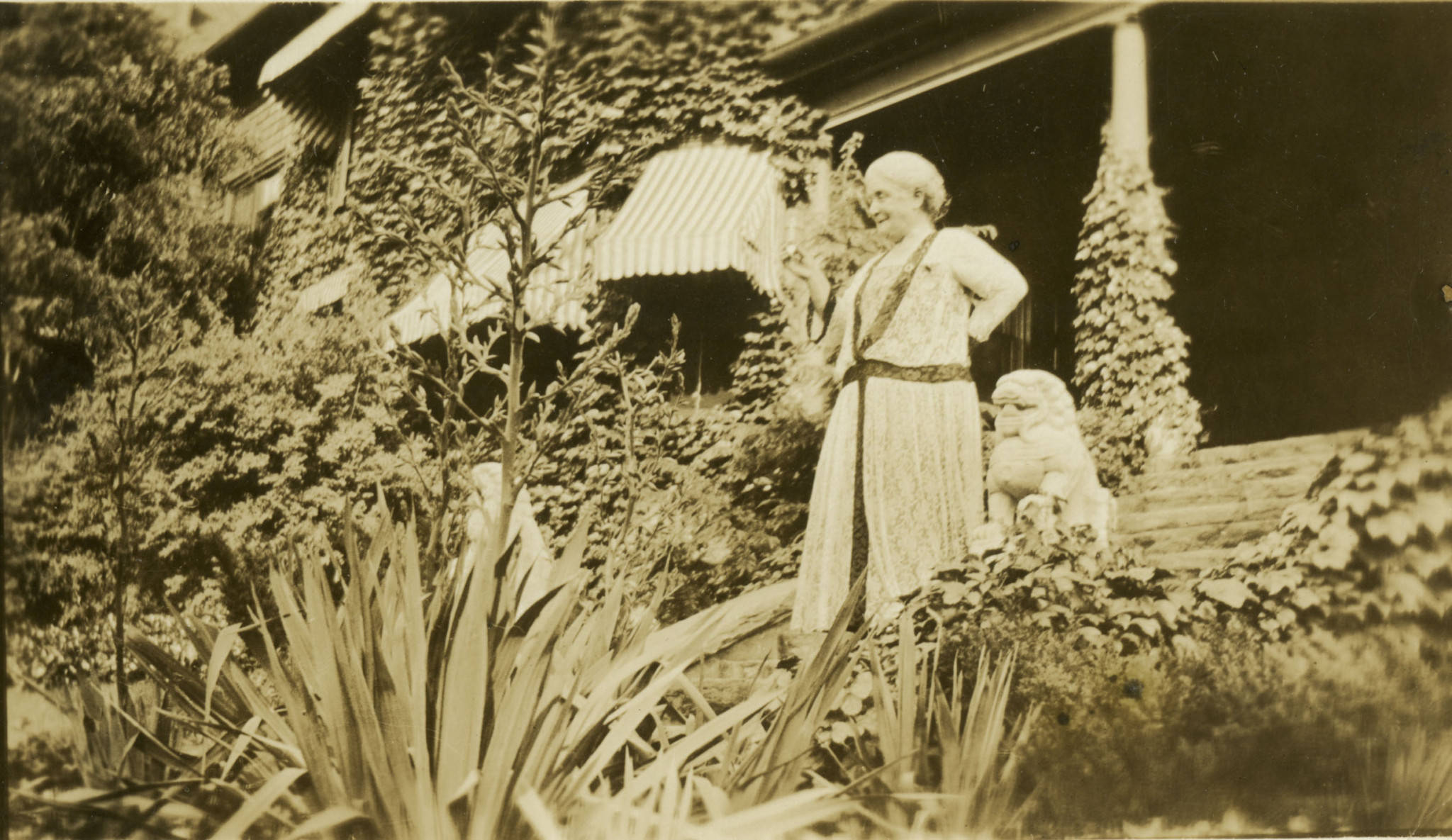
M. Carey Thomas auf den Stufen des Dekanats, um 1925

Als Carey Thomas nach Bryn Mawr zog, wurde ihr eines von drei Cottages zugeteilt, die als Fakultätsunterkünfte zur Verfügung gestellt wurden. Mit dem Spitznamen Dekanat sollte es ihr Wohnsitz sein, bis sie 1933 ihre persönlichen Gegenstände entfernte. Fast zwanzig Jahre lang teilte sie das Dekanat mit Mamie Gwinn, die zuerst Doktorandin und dann Professorin für Literatur am College war.

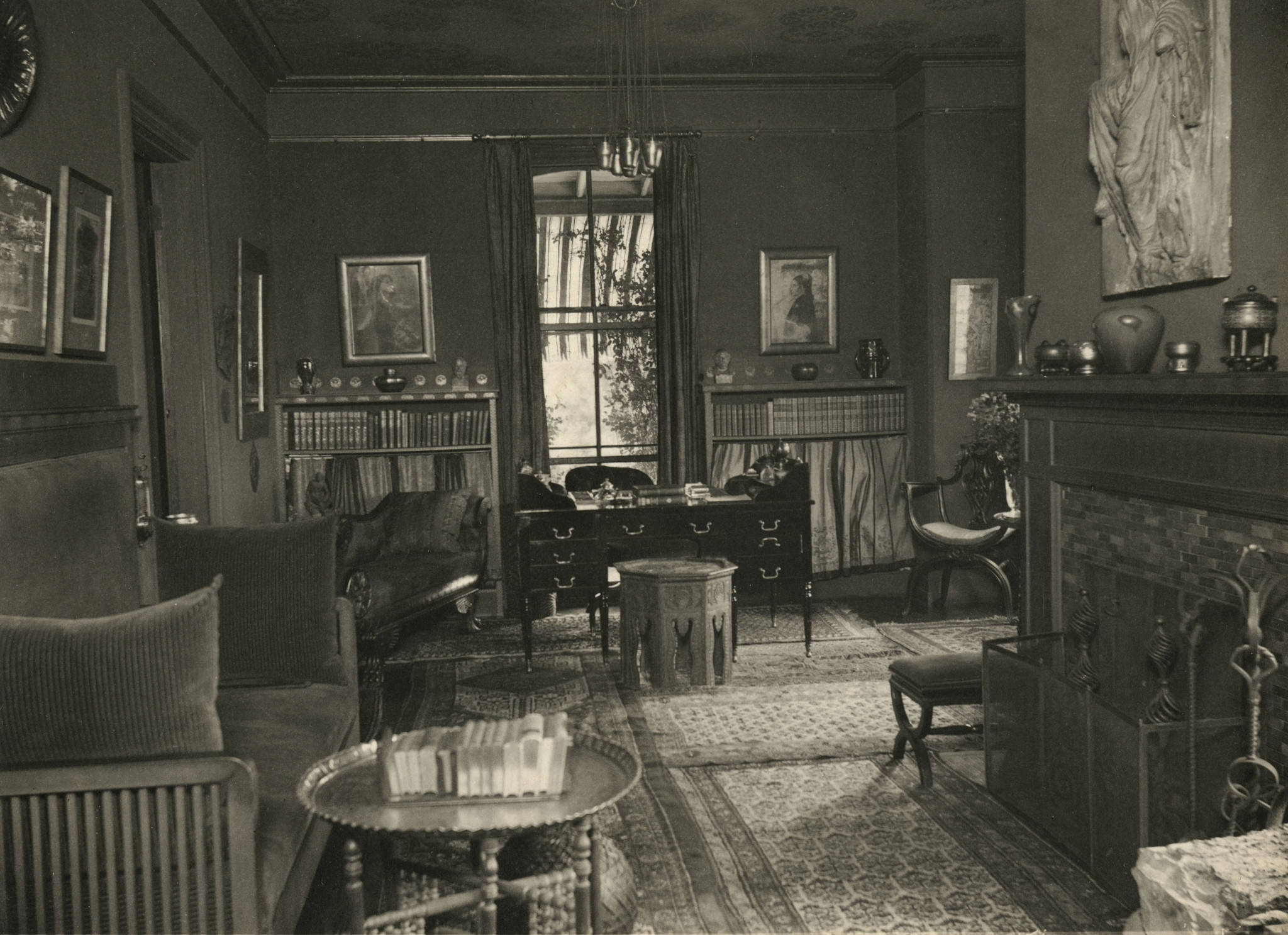
Innenansicht des Dekanats von Martha Carey Thomas, Bryn Mawr College

Carey Thomas war gegen die Ehe, die sie als „Verlust der Freiheit, Verarmung und persönliche Unterwerfung, für die ich absolut keine Entschädigung sehe“ betrachtete. Als Homosexuelle pflegte sie mehrere Jahre lang eine Beziehung zu ihrer langjährigen Freundin Mamie Gwinn.  Nach Gwinns Heirat 1904 zog Mary E. Garrett nach Bryn Mawr und lebte bis zu ihrem Tod 1915 im Dekanat. Carey Thomas teilte mit Garrett ein tieferes Interesse an der Frauenwahlrechtsbewegung und beide Frauen waren maßgeblich an der Gründung der College Equal Suffrage League beteiligt. 1908 war Carey Thomas die erste Präsidentin der National College Women’s Equal Suffrage League und später ein führendes Mitglied der National American Woman Suffrage Association. Andere Interessengruppen von Thomas waren die Association of Collegiate Alumnae (später in American Association of University Women umbenannt), die Naples Table Association (die Wissenschaftlerinnen an der Naples Research Station unterstützte), das College Entrance Examination Board, die Internationale Föderation der Universitätsfrauen, das Athens Hostel (zur Verwendung durch Wissenschaftlerinnen an der American School for Classical Research in Athen) und die Friedensbewegung. 1922 ging Carey Thomas in den Ruhestand. Als emeritierte Präsidentin blieb sie bis zu ihrem Tod Mitglied des Verwaltungsrates des Bryn Mawr College.  Das von Mary Garrett hinterlassene Vermögen ermöglichte es ihr, unter anderem nach Frankreich, Indien und in die Sahara zu reisen.

## Kritische Betrachtung
Thomas spielte als College-Präsidentin eine wichtige Rolle bei der Erreichung der Gleichberechtigung von Frauen. Nach 1920 setzte sie sich für die Politik der National Woman’s Party ein und setzte sich frühzeitig für eine Änderung der US-Verfassung zur Gleichberechtigung ein. Ihr Buch „Education of Women“ wurde 1900 vom US-Bildungsministerium veröffentlicht. Eine Zeit lang leitete sie die National College Women’s Equal Suffrage League und  das Bryn Mawr College diente unter ihrer Führung als Drehscheibe für die Wahlrechtsbewegung. Sie holte prominente Frauenrechtlerinnen für Vorträge auf den Campus, darunter Susan B. Anthony und Carrie Chapman Catt. Wie einige andere Suffragistinnen konzentrierte sie sich darauf, die Rechte für weiße, privilegierte Frauen zu erweitern. Sie zögerte, schwarze Studentinnen in Bryn Mawr aufzunehmen und lehnte auch die Einstellung jüdischer Fakultätsmitglieder ab. Ihre Ansichten wurden 1994 in der Biographie der emeritierten Professorin für Geschichte und Amerikanistik am Smith College Helen Lefkowitz Horowitz beleuchtet: The Power and Passion of M. Carey Thomas.
In einer Korrespondenz wies Carey Thomas darauf hin, dass sich schwarze Studenten am Bryn Mawr College möglicherweise nicht wohl fühlen. 1906 schrieb sie  in einem Brief: „Da ich der Meinung bin, dass ein großer Teil des Nutzens einer Hochschulausbildung aus der engen Verbindung mit anderen gleichaltrigen Studenten resultiert, die an denselben intellektuellen Aktivitäten interessiert sind, sollte ich geneigt sein, einem solchen Studenten zu raten, die Zulassung zu einer Hochschule in einem der Neuengland-Staaten zu beantragen, in denen sie aufgrund der unterschiedlichen Zusammensetzung der Studentenschaft nicht so leicht dieser intellektuellen Kameradschaft beraubt werden würden. Am Bryn Mawr College haben wir eine große Anzahl von Studenten aus den mittleren und südlichen Staaten, diese Bedingungen wären hier viel ungünstiger.“ In mehreren Briefen machte Carey Thomas antisemitische Bemerkungen, einschließlich eines Kommentars zu ihrem Wunsch, eine Fakultät zu haben, die sich aus „unserem eigenen guten angelsächsischen Bestand“ zusammensetzt.
Carey Thomas behauptete, afroamerikanische Studenten hätten sich während ihrer Amtszeit als Präsidentin nicht bei Bryn Mawr beworben, jedoch leitete sie Jessie Redmon Fauset, eine afroamerikanische Studentin, die 1901 ein Stipendium für Bryn Mawr erhielt, an die Cornell University um und half einen Teil ihres Unterrichtes zu bezahlen.
2017 wurde eine Arbeitsgruppe aus Fakultäten, Studenten, Mitarbeitern, Treuhändern und Absolventen gebildet, die sich mit der institutionellen Geschichte der Ausgrenzung und des Widerstands beschäftigt und Präsidentin Cassidy gab bekannt, dass ein vorübergehendes Moratorium für die Verwendung des Namens Thomas für Gebäude und Räume auf dem Campus verhängt wurde.

## Veröffentlichungen (Auswahl)
- The Making of a Feminist: Early Journals and Letters of M. Carey Thomas, Kent State University Press, 1979
- The College: Paper Read Before the International Congress of Arts and Science, Department 23 (the College), Section 3, at the Louisiana Purchase Exposition at St. Louis, Mo., September 19–24, 1904
- The New Pedagogy, Verlag Kessinger Publishing, 2010, ISBN 978-1-167-14740-1